# نبرد سانادا مارو
نبرد سانادا مارو (به ژاپنی: 真田丸の戦い)نام یکی از نبردهای وابسته به محاصره اوساکا بود که مابین شوگون‌سالاری توکوگاوا در برابر خاندان تویوتومی انجام شد. نبرد سانادا مارو در سوم ژانویه سال ۱۶۱۵ میلادی به وقوع پیوست.